# Горицы (Погарский район)
Гори́цы — деревня в Погарском районе Брянской области. Расположена на правом берегу реки Судость, в 5 км от границы с Украиной.

## История
Упоминается с 1 половины XVIII века в составе Погарской сотни Стародубского полка (владение погарской ратуши).
В 1919—1928 гг. — центр Чаусовской волости Стародубского уезда.

## Достопримечательности
На территории деревни находится памятник археологии — Селище «Горицы». Код памятника: 3200000388